# سام باري
سام باري (بالإنجليزية: Sam Barry) هو مدرب كرة سلة وضابط أمريكي، ولد في 17 ديسمبر 1892 في أبردين في الولايات المتحدة، وتوفي في 23 سبتمبر 1950 في بيركيلي في الولايات المتحدة.

## وصلات خارجية
- سام باري على موقع قاعة المشاهير الجامعة الوطنية لكرة السلة (الإنجليزية)
- سام باري على موقع كلية كرة السلة في سبورتس رفرنس.كوم (الإنجليزية)